# Знаменка (Владимирская область)
Знаменка — деревня в Селивановском районе Владимирской области России, входит в состав Малышевского сельского поселения.

## География
Деревня расположена в 25 км на юго-запад от центра поселения села Малышево и в 12 км на юго-запад от райцентра рабочего посёлка Красная Горбатка.

## История
В конце XIX — начале XX века деревня входила в состав Тучковской волости Судогодского уезда, с 1926 года — в составе Дубровской волости Муромского уезда. В 1859 году в деревне числилось 13 дворов, в 1905 году — 27 дворов, в 1926 году — 40 дворов.
С 1929 года деревня являлась центром Знаменского сельсовета Селивановского района, с 1940 года — в составе Юромского сельсовета, с 1979 года — в составе Красноушенского сельсовета, с 2005 года — в составе Малышевского сельского поселения.

## Население
| 1859 | 1905 | 1926 | 2002 | 2010 | 2021 |
| ---- | ---- | ---- | ---- | ---- | ---- |
| 170  | ↗248 | ↗405 | ↘12  | →12  | ↘10  |